# San Bernardoarchipel
De San Bernardoarchipel of San Bernardo-eilanden is een archipel gelegen in de golf van Morrosquillo, onderdeel van de Caraïbische Zee, voor de kust van en behorend tot het Colombiaanse departement Sucre. De eilandengroep met een totale land- en mariene oppervlakte van 213,3 km², ongeveer 1/3 van de oppervlakte van de Caraïbische eilanden van Colombia, bestaat uit tien eilanden en herbergt ongeveer 1300 inwoners, van wie zo'n 1200 op het 0,012 km² kleine Santa Cruz del Islote, het dichtstbevolkte eiland ter wereld, wonen.

San Bernardoarchipel

## Eilanden
De volgende eilanden vormen de San Bernardoarchipel, gerangschikt van groot naar klein:
- Tintipán – 3,3 bij 1,7 km
- La Palma
- Múcura – 0,26 km²
- Ceycén
- Boquerón
- Panda
- Mangle
- Cabruna
- Maravilla
- Santa Cruz del Islote – 1,2 ha

## Nationaal park
De San Bernardo-eilanden behoren sinds 1996 samen met de Rosariokoraaleilanden tot een nationaal park, het Parque nacional natural Islas Corales del Rosario y San Bernardo. Een van de doelen van het park is het in stand houden van de onderwaterfauna rondom de eilanden.

### Onderwaterfauna
Rond de San Bernardo-eilanden zijn veel duiklocaties die door de ligging van de archipel, weg van grote scheepvaartroutes in goede staat verkeren. De koraalriffen rondom de verschillende eilanden herbergen zeesterren, papegaaivissen, kreeften, rode snappers, zeeschildpadden, kleine haaien en andere Caraïbische vissoorten. Door de afwezigheid van riviersedimenten is het onderwaterzicht goed.